# Покрет за европску државну заједницу Србије и Црне Горе
Покрет за европску државну заједницу Србије и Црне Горе (ПЕДЗ СЦГ), такође у широј јавности познат и као Покрет за заједничку државу Србије и Црне Горе, представља назив за бивши политички покрет, који су чиниле две истоимене, али формално одвојене организације, од којих је прва деловала на подручју Црне Горе, док је друга деловала на подручју Србије. Обе организације ПЕДЗ основане су почетком 2005. године, а залагале су се за очување државног заједништва Црне Горе и Србије у оквиру тадашње Државне заједнице Србије и Црне Горе. Покрет је у организационом смислу представљао широку коалицију политичких странака и других друштвених организација које су се окупиле око заједничких циљева. На челу организације ПЕДЗ у Црној Гори био је Зоран Жижић, бивши председник Владе СРЈ, док су на челу ПЕДЗ у Србији били академици Љубомир Тадић (као председник) и Матија Бећковић (као потпредседник). Покрет је развио посебну активност у време одржавања референдума о државном статусу Црне Горе (2006). Након проглашења државне независности Црне Горе, покрет је престао са радом средином 2006. године.

## Делатност
Иницијатива за оснивање ширег политичког покрета који би окупио све унионистичке странке и друге друштвене чиниоце који су се залагали за очување државног заједништва Србије и Црне Горе, покренута је током јесени 2004. године. Та замисао је остварена почетком 2005. године, када је дошло до званичног оснивања Покрета за европску државну заједницу Србије и Црне Горе, који су чиниле две истоимене организације, од којих је прва деловала на подручју Црне Горе, а друга на подручју Србије.
Оснивање и рад организације ПЗЕД СЦГ на подручју Црне Горе пратиле су извесне тешкоће, које су проистицале из међустраначких и унутарстраначких размирица и спорова око челних места и првенства у оквиру покрета, што је дошло до пуног изражаја у виду размимоилажења између Зорана Жижића и Предрага Булатовића, тадашњих челника највеће унионистичке странке Социјалистичке народне партије Црне Горе, која је због сукоба у страначком врху остала изван покрета.
Рад на оснивању организације ПЗЕД СЦГ за подручје Србије отпочео је 29. јануара 2005. године, конституисањем иницијативног одбора, након чега је 5. фебруара у Београду одржана и прва скупштина покрета. Поред академика Тадића и Бећковића, међу истакнутим иницијаторима и оснивачима ПЕДЗ у Србији били су: Владо Стругар, Здравко Велимировић, Јован Делић, Веселин Ђуретић, Славенко Терзић, Никола Кусовац, Жарко Команин, Предраг Перуничић, Драгомир Брајковић, Бранко Поповић, Радивоје Бојичић, Драган Лакићевић, Лука Кастратовић, Радоје Чоловић, Симон Ђуретић и други.
Од свог оснивања, покрет је заступао став да евентуални референдум о државном статусу Црне Горе може бити одржан тек након испуњавања основних демократских критеријума. Тим поводом, покрет је формулисао три кључна захтјева:
- одлука о промјени државног статуса може бити донијета само ако се за ту опцију на слободном и легално спроведеном референдуму изјасни апсолутна већина у односу на укупан број бирача
- одлучивање о државном статусу Црне Горе не може бити спроведено мимо члана 119. Устава Црне Горе, што је подразумјевало и двотрећинску потврду референдумског исхода у Скупштини Црне Горе
- право на учешће у референдумском процесу мора бити признато свим држављанима Црне Горе, не само у Црној Гори већ и изван ње, укључујући и црногорске држављане са пребивалиштем у Србији

Поменути захтјеви представљали су окосницу цјелокупне делатности покрета, како у Црној Гори тако и у Србији, а истовјетне ставове су заступале и све унионистичке странке, које су се такође залагале за очување државног заједништва Црне Горе и Србије. Када су се почетком 2006. године почеле показивати извјесне промјене у држању тадашњег руководства СНП на челу са Предрагом Булатовићем, на ту забрињавајућу појаву је јавно указао Зоран Жижић, наступајући управо у својству предсједника Управног одбора ПЕДЗ.
Та упозорења су се недуго потом показала као оправдана, пошто је руководство СНП, заједно са руководствима осталих унионистичких странака, у другој половини фебруара 2006. године одустало од сва три кључна захтјева, прихвативши приједлог Европске уније о квалификованој референдумској већини од 55% у односу на број важећих гласова (укупан број гласалих, умањен за број неважећих гласова).
Стицајем околности, приједлог ЕУ подржале су и поједине истакнуте личности из ПЕДЗ, међу којима је био и академик Матија Бећковић, који је 20. фебруара 2006. године изјавио: "Реч Европске уније је пала и ми је прихватамо, без обзира ко је шта захтевао и шта би више волео". Насупрот таквим ставовима, руководство огранка ПЕДЗ у Црној Гори је управо у то време поново указало на проблематично држање унионистичких лидера, а потом је и јавно критиковало њихову одлуку о прихватању приједлога ЕУ, упозоравајући да се тиме одустало од изворних захтјева унионистичког блока.
Након доношења новог Закона о референдуму, за који су 1. марта 2006. године гласали и посланици из редова унионистичких странака, руководство огранка ПЕДЗ у Црној Гори је одлучило да пред Уставним судом Црне Горе покрене поступак за оцјену уставности, тврдећи да разне одредбе тог закона нису у складу са појединим члановима устава, што се у првом реду односило на члан 119. који је прописивао другачију процедуру за одлучивање о државном статусу. Размотривши то питање, Уставни суд је 17. маја потврдио уставност Закона о референдуму, усвојивши тумачења која су ишла у прилог ставовима суверенистичког блока.
Међутим, Уставни суд је у образложењу своје одлуке изричито потврдио да спровођење поступка из члана 119. подразумијева и одржавање референдума. Таквим тумачењем Уставног суда (Службени лист Црне Горе, 37/2006), показало се да су руководства унионистичких странака начинила грешку историјских размјера пристајући на доношење Закона о референдуму без претходног покретања поступка за доношење одговарајућег уставног амандмана по слову члана 119. који је прописивао процедуру за промјену државног статуса. Званичан исход референдума, који је одржан 21. маја 2006. године, показао је да су упозорења огранка ПЕДЗ у Црној Гори била оправдана.
Та чињеница представљала је велику непријатност за тадашње челнике унионистичких странака, који су не само након референдума, већ и током наредних година одлучно заступали став о непостојању сопствене политичке одговорности за ток и исход референдумског процеса.
Када је непосредно након одржавања референдума постало очигледно да су током спровођења референдумског процеса почињене бројне неправилности, руководство ПЕДЗ је 26. маја 2006. године упутило уставне жалбе Суду Србије и Црне Горе, затраживши поништавање референдума и организовање новог, који би био спроведен по демократским правилима, али те жалбе су услед распада државне заједнице (3. јуна) имале само симболичан карактер.
Распуштањем ПЕДЗ недуго након референдума, престала је да постоји једина организација која се од почетка до краја референдумског процеса залагала за остваривање изворних захтјева, који су гарантовали опстанак државног заједништва Црне Горе и Србије. Према каснијем свједочењу Небојше Јушковића, који је био секретар ПЕДЗ у Црној Гори, тадашњи предсједник Владе Србије Војислав Коштуница се накнадно покајао што није благовремено уважио ставове руководства ПЕДЗ на челу са Зораном Жижићем.